# Pedro Baquero
Pedro Jesús López Baquero es un exfutbolista español. Se retiró del fútbol activo en 2019 jugando como defensa central en el Nerva C.F de Huelva en España

## Trayectoria
Se formó en las categorías inferiores del Recreativo de Huelva. Comenzó a entrenar con el primer equipo en enero de 2001, alternando el primer equipo con el filial.
En la temporada 2002-03 pasa a formar parte de la primera plantilla, marchando cedido en el mercado de invierno al Nástic de Tarragona. A su regreso, logra hacerse un hueco en la plantilla onubense, logrando incluso el ascenso a Primera División.
Al no entrar en los planes del técnico en la máxima categoría, se marcha al Rayo Vallecano. Dos años más tarde firmó por el Lorca Deportiva CF, desvinculándose del club tras su descenso administrativo a Tercera División para firmar por el Pontevedra CF por tres temporadas.
En la temporada 2010-11 ficha por el Cádiz CF  con el que llegó a disputar los play-off de ascenso a Segunda División. 
En el verano de 2012 se anunció su fichaje por el Real Oviedo. Finalizando su contrato con Real Oviedo para fichar en el verano de 2013 por el Doxa Katokopias, equipo de la Primera División de Chipre.
En 2014 termina su periplo por Chipre y regresa a España para volver a jugar en Segunda B, esta vez en el equipo catalán del Club Lleida Esportiu donde firma para una temporada.
En el verano del 2015, tras finalizar contrato con el Club Lleida Esportiu, firma por una temporada por el Club Deportivo San Roque de Lepe, el cual está encuadrado en el Grupo IV de la Segunda B.
En junio de 2017 ficha como nuevo jugador del Club Polideportivo Villarrobledo, club de la tercera división.
En septiembre de 2018 ficha como nuevo jugador del Nerva C.F., club que milita en el Grupo 1º de la Segunda División Andaluza, para ayudar y aportar la veterania que un jugador de su calidad puede aportar a la categoría
En 2019 se retira del fútbol en activo.

## Clubes
| Club                             | País   | Año         |
| -------------------------------- | ------ | ----------- |
| Recreativo de Huelva B           | España | 2000 - 2002 |
| Nástic de Tarragona (Cedido)     | España | 2002 - 2003 |
| Recreativo de Huelva             | España | 2003 - 2006 |
| Rayo Vallecano                   | España | 2006 - 2008 |
| Pontevedra                       | España | 2009 - 2010 |
| Cádiz CF                         | España | 2010 - 2012 |
| Real Oviedo                      | España | 2012 - 2013 |
| Doxa Katakopias                  | Chipre | 2013 - 2014 |
| Club Lleida Esportiu             | España | 2014 - 2015 |
| Club Deportivo San Roque de Lepe | España | 2015 - 2017 |
| Club Polideportivo Villarrobledo | España | 2017 - 2018 |
| Nerva C.F                        | España | 2018 - 2019 |